# World Games 2017/Beachhandball/Kader
Die Kaderlisten zum Beachhandball bei den World Games 2017 sind eine Unterseite zum Hauptartikel. Auf ihr werden die teilnehmenden Spieler und gegebenenfalls weiterführende Informationen und zusätzliche Angaben etwa zu Trainern und Betreuern gesammelt.
Torhüter und Torhüterinnen sind mit einem * gekennzeichnet.

## Frauen

### Argentinien
- 02 Agustina Mirotta (10. August 1995)
- 06 Ivana Eliges (14. Oktober 1983)
- 09 Florencia Ibarra (26. April 1983)
- 10 Rocío Barros (4. Februar 1988)
- 12 Florencia Bericio (21. September 1989)
- 13 Celeste Meccia (26. Mai 1986)
- 15 Daniela Aguzzi (15. August 1986)
- 16 Carolina Rossi (7. April 1989)
- 20 Luciana Scordamaglia (17. Juli 1994)
- 24 Rayén Cárdenas (21. September 1996)

- Nationaltrainer: Salvador Comparone
- Physiotherapeut: Santiago Bruno
- Teambetreuerin: Leticia Brunati

### Australien
- 02 Birte Biehler (30. Juni 1986)
- 06 Daniela Dos Santos (16. März 1978)
- 07 Ana Mejed (19. März 1996)
- 09 Mélanie Charles (17. April 1980)
- 11 Aline Viana (16. Juli 1985)
- 12 Laura Player
- 13 Manon Vernay (7. Januar 1989)*
- 14 Madeleine McAfee (5. Februar 1993)
- 15 Vanja Smiljanic (27. Januar 1990)
- 16 Rosalie Boyd (21. Oktober 1987)
- 22 Heather Cooper (9. Mai 1995)

- Nationaltrainer: Boris Mending
- Physiotherapeut: Romain Vernay
- Teambetreuerin: Rikke Petersen

### Brasilien
- 02 Nathalie Sena (13. August 1984)
- 03 Camila Souza (13. September 1988)
- 04 Millena Alencar (10. Juni 1989)
- 05 Patricia Scheppa (27. Februar 1988)
- 06 Renata Santiago (3. November 1985)
- 07 Ingrid Frazão (16. Juli 1992)*
- 08 Juliana Oliveira (18. Februar 1989)
- 09 Cinthya Pires (25. Juni 1985)
- 10 Carolina Braz
- 14 Jéssica Barros (28. August 1993)

- Physiotherapeut: Scheila Pinheiro[1]

### Chinesisch-Taipeh
- 01 Lin Sz-yu (4. August 1996)
- 03 Chiang Chia-yun (21. Dezember 1994)
- 04 Yu Li-chuan (2. März 2000)
- 07 Hsieh Nien-en (18. September 2001)
- 08 Chen Szu-yu (8. Juni 1995)
- 09 Tang Rou-an (1. Juli 1998)
- 11 Chang Yu-hui (16. Oktober 1999)
- 13 Huang Chih-shan (2. Oktober 2000)
- 15 Chen Shu-fen (26. April 2002)
- 20 Chien Chen-chen (25. April 1992)

- Nationaltrainer: Chu Chi-En

### Norwegen
- 01 Regina Gulbrandsen (26. November 1989)
- 02 Katinka Haltvik Blåsmo (18. Juli 1991)
- 03 Elisabeth Hammerstad (27. Juni 1993)
- 04 Martine Welfler (27. Oktober 1991)
- 05 Marielle Martinsen (14. Februar 1995)
- 06 Maren Nyland Aardahl (2. März 1994)
- 10 Ida Wernersen (29. November 1989)
- 11 Marte Smistad (13. März 1992)
- 15 Rikke Marie Granlund (14. November 1989)
- 20 Andrea Rønning (30. Januar 1995)

- Nationaltrainer: Eskil Berg Andreassen
- Physiotherapeutin: Sissel Gulaker
- Teambetreuer: Bente Aksnes[2]

### Polen
- 02 Sylwia Bartkowiak (8. Januar 1991)
- 03 Ewa Nowicka (6. Dezember 1987)
- 04 Paulina Sowa (8. November 1991)
- 06 Paula Mazurek (27. August 1991)
- 08 Lidia Żakowska (27. Juni 1985)
- 09 Alicja Ślęzak (23. Juni 1993)
- 12 Magdalena Słota (18. Januar 1980)
- 13 Weronika Łakomy (21. März 1991)
- 18 Katarzyna Masłowska (26. Juni 1993)
- 48 Natalia Krupa (16. Januar 1997)*

- Nationaltrainer: Marek Karpiński
- Physiotherapeut: Bartosz Witold Górski[3]

### Spanien
- 01 Silvia Lladró Fernandez (19. November 1985)
- 03 Asunción Batista Portero (26. September 1993)
- 05 Patricia Conejero Galán (14. Oktober 1991)
- 06 Raquel Caño Dominguez (17. Januar 1984)
- 07 Sara Hernández Torrico (19. Januar 1998)
- 12 Sonora Lucia Solano Caballero (19. November 1985)
- 13 Andrea Sánchez Barrios (17. April 1991)
- 15 Maria Luisa García Toro (6. September 1993)
- 17 Cristina Conejero Galán (13. April 1990)
- 25 Maria del Carmen Sanchez Hernandez (22. März 1991)

- Nationaltrainerin: Noella Fornell Munos
- Physiotherapeutin: Estefania Rodriguez-Garcia

### Tunesien
- 01 Samira Arfaoui (20. Februar 1991)
- 02 Amani Salmi (6. Dezember 1994)
- 03 Ameni Jemmali (19. August 1989)
- 05 Hanen Romdhan (25. Juni 1994)
- 09 Senda Fahra Chekir (19. Juli 1992)
- 11 Safa Ameri (11. September 1989)
- 14 Manel Mrad (27. Februar 1986)
- 20 Sinda Fadhloun (20. August 1988)
- 21 Boutheina Amiche (12. September 1990)
- 88 Leila Ourfelli (1. Oktober 1977)

Ersatzspielerinnen:
- Abir Chebbi
- Olfa Morjene

- Nationaltrainer: Hajer Ayari
- Physiotherapeut: Asma Bejaoui

## Männer

### Ägypten
- 01 Mohamed Serageldeen Hoseen Abdelaziz (28. September 1981)
- 02 Mohamed Shaaban Bakir Imam Mohamed (1. März 2000)
- 04 Mohamed Tarek Abdelmnem Mohamed Abousalem (15. Januar 2002)
- 05 Hany Salem Soliman Salama (1. Juli 2000)
- 06 Mohamed Wagih Ragab Ali Raslan (17. September 2000)
- 07 Akmal Shaaban Gaber Mohamed Eldrdery (9. Dezember 2000)
- 08 Eslam Ahmed Mohamed Saber Emam (17. März 1984)
- 10 Abdelrahman Mohamed Ali Ahmed Ali Elganayni (1. Januar 2001)
- 16 Seifeldin Elsaid Mahmoud Abousabaa Soliman (13. Mai 2000)
- 23 Essam Aly Hassanin Abdelaal Younes (7. Januar 1984)

- Nationaltrainer: Hassan Abdelfattah Mohamed Amer

### Australien
- 02 Matthew Campbell (10. Februar 1994)
- 03 Christopher Mottin (15. November 1994)
- 04 Scott Nicholson (17. April 1989)
- 06 Jonathan Robson (14. Oktober 1988)
- 07 Johnathon Stock (12. Juli 1989)
- 08 Nicholas Gallaugher (27. März 1991)
- 10 Stephane Blaise (11. April 1983)
- 13 Lucas Turecek (24. Mai 1989)
- 16 James Brennan (15. April 1992)
- 29 Daniel Fogerty (29. Juni 1994)

- Nationaltrainer: Patrik Weiss
- Physiotherapeut: Romain Vernay
- Teambetreuerin: Rikke Petersen

### Brasilien
- 01 Cristiano Rossa (21. Februar 1986)*
- 05 Nailson Amaral (3. Juli 1990)
- 06 Bruno Oliveira (29. Dezember 1985)
- 07 Thiago Claudio (20. Oktober 1985)
- 10 Gil Pires (20. Januar 1982)
- 11 Thiago Barcellos (28. April 1987)
- 14 Marcel Machado (18. April 1995)
- 17 Pedro Wirtzbiki (17. Juli 1990)*
- 22 Diogo Vieira (26. März 1987)
- 23 Wellington Esteves (31. Dezember 1986)

- Nationaltrainer: Antonio Guerra
- Physiotherapeut: Glauko Dantas[4]

### Katar
- 03 Ahmed Morgan (28. Juni 1990)
- 04 Amir Denguir (7. März 1995)
- 07 Hadi Hamdoon (5. Februar 1992)
- 08 Mohamed Hassan (19. Februar 1984)
- 12 Mohsin Yafai (14. Mai 1981)
- 16 Mohab Mahfouz (18. Mai 1987)
- 17 Mutasem Mohamed (2. März 1988)
- 24 Sid Kenaoui (7. November 1988)
- 90 Hani Kakhi (31. Oktober 1990)
- 92 Anis Zouaoui (7. Februar 1992)

- Nationaltrainer: Khaled Aly
- Physiotherapeut: Fernando Sanz López Aspetar

### Kroatien
- 01 David Henigman (4. September 1983)
- 02 Josip Sandrk (27. April 1987)
- 03 Dario Begonja (17. Juli 1992)
- 04 Ivan Dumencić (10. Juli 1990)
- 05 Ivan Jurić (16. Dezember 1986)
- 06 Zvonimir Dikić (6. Februar 1987)
- 07 Matej Semren (25. September 1992)
- 08 Tomislav Lauš (5. April 1988)
- 09 Lucian Bura (14. August 1997)
- 10 Dominik Marković (2. Juni 1998)

- Nationaltrainer: Davor Rokaveć
- Physiotherapeut: Goran Kruselj

### Polen
- 01 Adrian Fiodor (18. November 1989)
- 03 Kacper Adamski (19. März 1992)
- 08 Emil Kożuchowski (20. Juli 1988)
- 10 Maciej Włudarczak (22. Februar 1986)
- 20 Łukasz Zakreta (25. Februar 1991)
- 23 Konrad Szczukocki (10. April 1990)
- 32 Miłosz Rupp (16. September 1991)
- 51 Bartosz Wojdak (11. Dezember 1993)
- 89 Sebastian Trojanowicz (13. Mai 1989)
- 90 Mateusz Orłowski (21. Oktober 1990)

- Nationaltrainer: Krzysztof Kisiel
- Physiotherapeut: Wojciech Piasecki

### Ungarn
- 01 Norbert Vitáris (1. Januar 1990)*
- 02 Bence Zakics (8. Januar 1994)
- 06 András Nagy (13. März 1989)
- 07 Patrik Vizes (13. Januar 1994)
- 08 Máté Gábori (10. Januar 1987)
- 15 Norbert Gyene (18. April 1994)
- 20 László Nahaj (20. Februar 1988)*
- 23 András John (16. August 1990)
- 24 Attila Kun (5. Dezember 1994)
- 33 Bence Priczel (27. Juli 1993)

- Nationaltrainer: István Gulyás[5]

### Uruguay
- 03 Felipe Adler Bonifacino (15. November 1994)
- 05 Matias Oholeguy Grub (15. April 1983)
- 07 Santiago Rodriguez Mayado (10. September 1990)
- 08 Rodrigo Bernal Algare (25. November 1983)
- 10 Martin Francisco Sequeira Saravia (28. November 1990)
- 13 Juan Jose Porro Dalera (28. März 1989)
- 16 Felipe Gonzalez Alloza (8. Dezember 1993)
- 17 Fernando Ariel Sequeira Saravia (18. August 1988)
- 36 Cristihian David Rostagno Rios (14. Oktober 1995)
- 44 Sebastián Sagasti Trias (12. April 2000)

- Nationaltrainer: Gastón Pedro Balletto Martinez